# Galamb Ferenc
Galamb Ferenc (Makó, 1892. november 12. – Makó, 1960. február 6.) magyar országgyűlési képviselő.

## Életpályája
Hat elemit végzett. 1906–1909 között tanoncként dolgozott. Az 1920-as, 1930-as években "párton kívüli" listavezető volt. 1944. november 20-án a képviselő-testület tagja lett. 1944. december 17-én az Ideiglenes Nemzetgyűlés tagja lett. 1944 után nem vett részt a politikában.

## Családja
Szülei Galamb István és Panyor Katalin voltak. 13-an voltak testvérek. 1919-ben házasságot kötött Görbe Juliannával. Később Engedi Julianna élettársa volt.